# Kfz-Haftpflichtversicherung

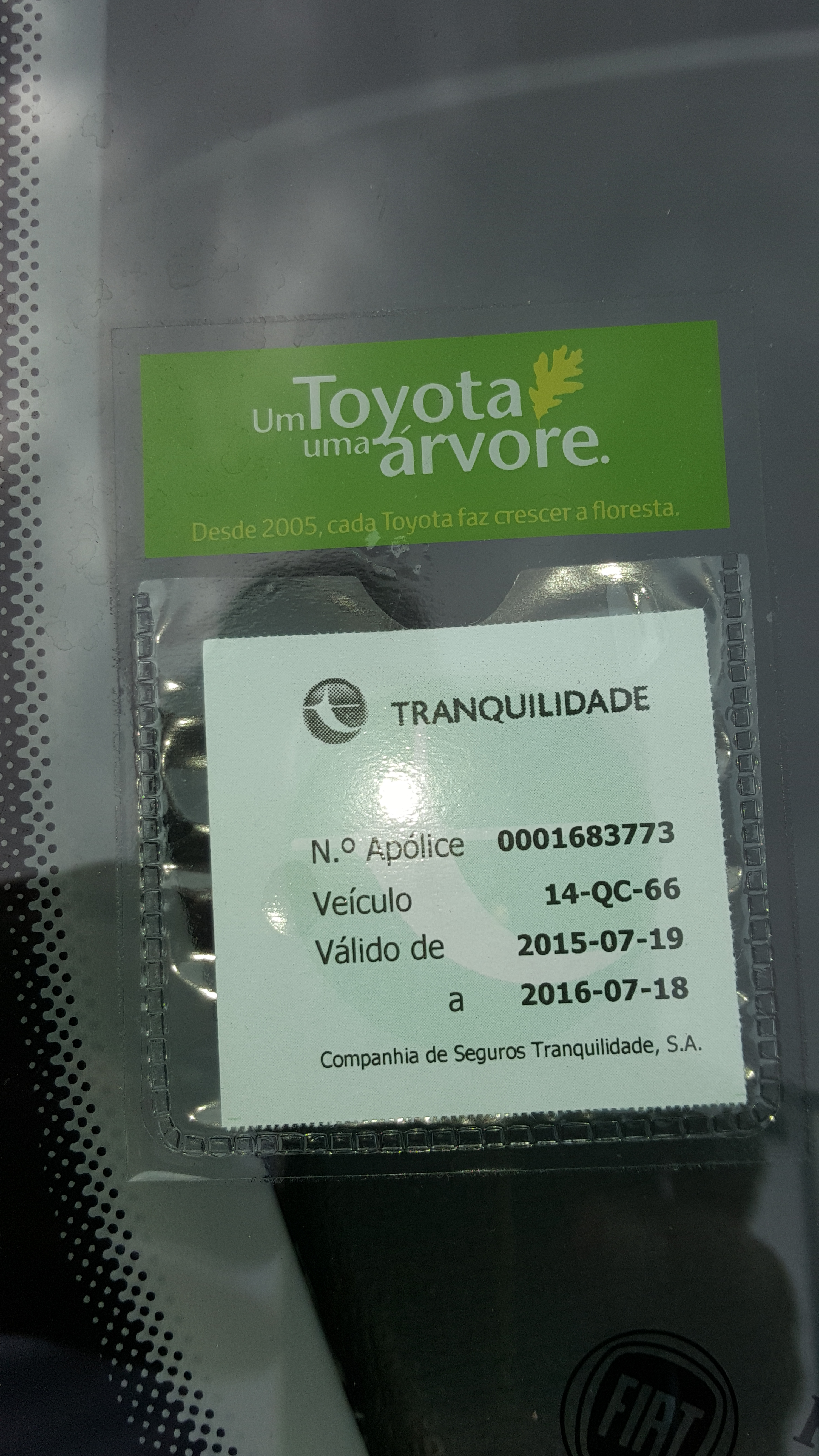
Versicherungsbestätigung für einen Kfz-Haftpflichtversicherungsvertrag an der Frontscheibe (Portugal)

Eine Kfz-Haftpflichtversicherung, in der Schweiz Motorfahrzeughaftpflichtversicherung, ist der (für  Fahrzeuge) gesetzlich vorgeschriebene Teil einer  Autoversicherung (Pflichtversicherung), welcher die Schadensersatzansprüche deckt, die einem Dritten durch den Betrieb eines Kraftfahrzeugs entstehen (Verschulden oder Gefährdungshaftung). Der Schaden kann beispielsweise durch einen Verkehrsunfall entstehen, an dem der Fahrer eines Fahrzeugs des Versicherten die Schuld trägt oder für dessen Folgen er verschuldensunabhängig einzustehen hat.
Das Kraftfahrzeug-Schadensrecht weicht in einigen Punkten vom allgemeinen Schadensersatzrecht ab, da nicht der Fahrer, sondern das Fahrzeug versichert ist.

## Entschädigungsleistungen
Bei Sachschäden werden die Reparaturkosten und eine je nach Höhe des Schadens und nach Fahrzeugalter unterschiedliche Wertminderung erstattet. Bei technischen oder wirtschaftlichen Totalschäden wird der Wiederbeschaffungswert abzüglich des Restwertes ersetzt. Zusätzlich wird bei Nichtinanspruchnahme eines Mietfahrzeugs der Nutzungsausfall bezahlt. Des Weiteren können mögliche Ummelde- und Abschleppgebühren sowie eine Telefonpauschale geltend gemacht werden. Nicht erstattet wird der zeitliche Aufwand, mit dem sich der Geschädigte mit der Abwicklung des Schadensfalls befasst.
Bei Personenschäden werden Rettungskosten, Heilkosten und Hilfsmittel sowie Rehabilitationsaufwendungen übernommen. Unter bestimmten Voraussetzungen wird auch ein Schmerzensgeld gezahlt.
Vermögensschäden, hierzu gehört beispielsweise ein Verdienstausfall, zählen ebenfalls zu den Entschädigungsleistungen der Kfz-Haftpflichtversicherung.
Als höchster Schadensfall in der Geschichte der Kfz-Haftpflichtversicherung gilt ein Unfall eines Zuges mit einem auf den Bahngleisen liegengebliebenen Pkw 2001 im englischen Selby; der Zug rammte dadurch einen entgegenkommenden Zug, es wurde ein Schaden von umgerechnet 70 Millionen Euro verursacht. Als teuerster Fall in Deutschland gilt ein Verkehrsunfall 2004, bei dem ein Personenkraftwagen auf der Bundesautobahn 4 gegen einen Tanklaster prallte, der daraufhin von der Wiehltalbrücke stürzte und diese durch Feuer stark beschädigte; der Schaden betrug 32 Millionen Euro. Die über die gesetzliche Mindestdeckungssumme hinausgehende Deckungssumme in der Kfz-Haftpflichtversicherung beträgt bei den deutschen Versicherern im Regelfall (und maximal) 100 Millionen Euro, bei Niedrigpreisprodukten gelegentlich 50 Millionen Euro. Die meisten Versicherer bieten die gesetzliche Mindestdeckungssumme nur noch an, wenn sie Kunden aufgrund des Kontrahierungszwanges versichern müssen.

## Situation in einzelnen Ländern
In einigen Ländern, darunter Frankreich, Portugal und Thailand, ist eine gekürzte Versicherungsbestätigung für einen Kfz-Haftpflichtversicherungsvertrag an der Frontscheibe von PKWs anzubringen.

### Europäische Union
Das Kraftfahrzeug-Haftpflichtversicherungsrecht ist in der Europäischen Union weitgehend vereinheitlicht, allerdings weichen die gesetzlich vorgeschriebenen Höchstentschädigungssummen und die Übernahme von bestimmten Kosten, beispielsweise für Mietwagen oder Sachverständige, in den EU-Staaten noch erheblich voneinander ab.

### Deutschland
Im Fall von nicht ermittelbaren oder nicht versicherten Kfz hilft in Deutschland ein Entschädigungsfonds der deutschen Autoversicherer. Dieser hilft auch Verkehrsopfern bei Unfällen im Ausland in der Funktion als Entschädigungsstelle nach der 4. KH-EG Richtlinie. Die endgültige Schadensabwicklung wird dann im Auftrag der Verkehrsopferhilfe e. V., Berlin, entweder durch in Deutschland zugelassene Autohaftpflichtversicherer oder in Untervollmacht für diese durch Schadenregulierungsbüros durchgeführt.
Für die Abwicklung und Regulierung von Schäden mit einem ausländischen Versicherungsunternehmen in Deutschland ist das Deutsche Büro Grüne Karte e. V. mit Sitz in Berlin zuständig. Seit 2003 ist eine EU-Richtlinie in Kraft, die fordert, dass jede Versicherung in jedem Land der EU einen Repräsentanten (Schadenregulierungsbeauftragter) benennen muss, der Schäden reguliert.
Der Nachweis des Versicherungsschutzes bei der Anmeldung des Fahrzeugs wie auch beim Versichererwechsel erfolgte bis zum 31. Dezember 2002 über die sogenannte Doppelkarte, deren Ausgestaltung im Anhang 1 der Fahrzeugzulassungsverordnung definiert ist. Vom 1. Januar 2003 bis zum 29. Februar 2008 wurde der Nachweis über die sogenannte Versicherungsbestätigungskarte geführt. Das Doppel entfiel, da ein neues teilelektronisches Verfahren eingeführt wurde. Die Zulassungsstellen meldeten die Daten elektronisch an das Kraftfahrt-Bundesamt in Flensburg-Mürwik, das wiederum die Versicherungen auf elektronischem Wege von der Zulassung in Kenntnis setzte.
In § 23 Abs. 3 FZV wurde mit Wirkung zum 1. März 2008 festgelegt, dass nunmehr auch die Versicherungsbestätigung elektronisch an die Zulassungsbehörden zu übertragen ist, wenn die Zulassungsbehörde hierfür einen Zugang eingerichtet hat. Diese elektronische Versicherungsbestätigung (eVB) stellt ab dem 1. März 2008 ein neues, vollständig elektronisches Verfahren zur Zulassung dar. Mittlerweile hat auch die letzte Zulassungsbehörde einen entsprechenden Zugang eingerichtet; damit ist die Einführungsphase dieses Verfahrens beendet und eine papiergebundene Versicherungsbestätigung nicht mehr zulässig. Stattdessen hinterlegen die Versicherungsunternehmen die Daten bei einer Gemeinschaftseinrichtung der Versicherer (GDV), die dann von den Zulassungsstellen dort abgerufen werden. Der Versicherungsnehmer erhält von seinem Versicherer eine siebenstellige VB-Nummer (TAN), anhand derer die Zulassungsbehörde sich dann die Zusage des Haftpflicht-Versicherungsschutzes durch den Datenabruf bei der Gemeinschaftseinrichtung der Versicherer bestätigen lässt.
Im Gegenzug melden die Versicherungen das Erlöschen des Versicherungsschutzes den jeweils zuständigen Behörden, welche in der Folge gegebenenfalls das Fahrzeug zwangsabmelden oder eine bereits erfolgte Abmeldung bestätigen.
In der Schaden- und Unfallversicherung stellt die Kfz-Versicherung mit 110 Mio. Verträgen die größte Sparte dar.

#### Rechtliche Grundlagen
Schadensersatzpflichtig ist im Regelfall der Fahrer, der einen Unfall schuldhaft verursacht hat. Per Gesetz haftet (in Deutschland gemäß § 7 Straßenverkehrsgesetz) nicht nur der Fahrer, sondern auch der Halter (siehe Zulassungsbescheinigung). Da von einem Fahrzeug eine Betriebsgefahr ausgeht, kann auch ohne Verschulden des Fahrers (z. B. geplatzte Ölwanne und Unfälle fremder Fahrzeuge aufgrund der Ölspur) eine Schadenersatzpflicht vorhanden sein (Gefährdungshaftung).
Der Fahrzeughalter ist nach dem § 1 Pflichtversicherungsgesetz (PflVG) verpflichtet, für entsprechenden Versicherungsschutz im Umfang der Mindestdeckungssummen nach § 4 PflVG zu sorgen. Ausnahmen von dieser Bestimmung sind in § 2 PflVG geregelt. Bei der Kfz-Haftpflichtversicherung gilt (in Deutschland nach § 5 PflVG) ein Kontrahierungszwang, d. h. das Versicherungsunternehmen muss grundsätzlich, aber nur einmalig, einen Antrag auf Kfz-Haftpflichtversicherung annehmen. Ausnahmen von dieser Bestimmung sind in § 5 Abs. 4 PflVG geregelt. Weitere Details, insbesondere die Obliegenheiten, die der Versicherer mit den Versicherungsnehmern vereinbaren darf, sind in der Kraftfahrzeugpflichtversicherungs-Verordnung (KfzPflVV) geregelt.
Folgende Schadenarten werden über die Kfz-Haftpflichtversicherung abgedeckt:
- Personenschäden (Heilungskosten bei Personenschäden/Renten bei Invalidität / Schmerzensgeld)
- Sachschäden (Reparaturkosten an anderen Fahrzeugen/Objekten (z. B. Leitplanke))
- reine Vermögensschäden

Die Kfz-Haftpflichtversicherung ersetzt auch diejenigen Ansprüche, die sich aus der Betriebsgefahr (verschuldensunabhängige Gefährdungshaftung) ergeben.
Eine weitere Besonderheit ist die Regulierungsvollmacht der Kfz-Haftpflichtversicherung: Sie darf Schäden auch gegen den Willen des Versicherungsnehmers regulieren.
Für den Geschädigten ist von Bedeutung, dass er die Kfz-Haftpflichtversicherung direkt auf Schadensersatz in Geld in Anspruch nehmen kann (§ 115 Abs. 1 Nr. 1 VVG). Er vermeidet hierdurch, seine Ansprüche gegen den Fahrer oder Halter geltend machen zu müssen und trotz juristischem Erfolg bei deren Zahlungsunfähigkeit leer auszugehen. Dennoch werden in der Regel in gerichtlichen Auseinandersetzungen die Versicherung, der Halter und der Fahrer gleichzeitig in Anspruch genommen. Dies hat prozesstaktische Gründe: Beispielsweise kann der als Anspruchsgegner beklagte Fahrer hierdurch nicht mehr als Zeuge auftreten.

#### Beitragsgestaltung PKW
Das Versicherungsunternehmen ist in seiner Beitragsgestaltung weitestgehend frei. Es gibt im Vergleich der Versicherungsunternehmen untereinander deutliche Preisunterschiede.
Auf den Beitrag der Kfz-Haftpflichtversicherung wird ein sogenannter Schadenfreiheitsrabatt angerechnet. So reduziert sich durch das SFR-System (entspricht der Bonus-Malus-Regelung in Österreich) durch schadenfreien Verlauf die Versicherungsprämie um bis zu 70 % (in Österreich um bis 50 %). Bei besonderer Schadenhäufigkeit wird in Österreich ein Zuschlag bis zu 200 % auf die Normalprämie berechnet. In Deutschland kann ein Schaden oder auch mehrere Schäden in eine sogenannte Schadenklasse führen (siehe Schadenfreiheitsklasse und die Schadenklasse). Schadenfreie Jahre werden in Kfz-Versicherungsverträgen mit „SF“ abgekürzt. Wird auf denselben Versicherungsnehmer ein weiteres Fahrzeug versichert, kommt eine Zweitwagenversicherung mit einem günstigeren SFR zur Verwendung. Allerdings machen die meisten Versicherer die bessere Einstufung von einer ausschließlichen Nutzung durch den Versicherungsnehmer und/oder Partner abhängig. Weiterhin kommen auch Einschränkungen bezüglich der jährlichen Kilometerleistung oder bezüglich des Alters des Nutzers zur Anwendung.
Die Tarifmerkmale werden aus statistischen Daten ermittelt:
- Haftpflicht-Typklasse des Fahrzeuges (Schadenhäufigkeit und durchschnittliche Schadenhöhe)
- Vollkasko-Typklasse des Fahrzeuges (Reparaturkosten eines bestimmten Fahrzeugmodells)
- Teilkasko-Typklasse des Fahrzeuges (Schadenfrequenz von z. B. Teile- und Totalentwendung eines bestimmten Fahrzeugmodells und durchschnittliche Schadenhöhe)
- Regionalklasse des Zulassungsortes (Schadenhäufigkeit in einem regional begrenzten Gebiet)

Die Deregulierung des deutschen Versicherungsmarktes hat ab 1994 darüber hinaus zur Verwendung von zahlreichen weiteren Merkmalen geführt. Die Versicherer differenzieren teilweise über die vom Gesamtverband der Deutschen Versicherungswirtschaft (GDV) gelieferten Daten und/oder aufgrund eigener Daten oder Ergebnissen aus sogenannten Datenpools (Untersuchung von statistischen Daten, die mehrere Versicherer zur Auswertung zur Verfügung stellen), hinaus.
Beispiele für sogenannte weiche Tarifmerkmale können sein:
- Alter des Versicherungsnehmers (VN)/der Fahrer[4][5]
- Zeitraum seit Ausstellung der Fahrerlaubnis des Versicherungsnehmers und/oder des Fahrers
- Alter des Fahrzeuges bei Zulassung auf den Versicherungsnehmer, Zeitwert und/oder Neuwert des Fahrzeuges z. B. bei Wohnmobilen
- Regelmäßiger Abstellplatz des Fahrzeuges.
- Selbstgenutztes Wohneigentum, bessere Überprüfung der „Datenwahrheit“
- Beruf des Versicherungsnehmers – Besondere Tarife für Angehörige des öffentlichen Dienstes
- Jährliche Fahrleistung („Wenigfahrertarif“ / „Vielfahrertarif“)
- Einschränkung auf bestimmte Fahrer bzw. auf geringstes oder höchstes Alter
- im Haushalt lebende Kinder (im Regelfall, sofern jünger als 16 Jahre)
- Eintragungen im Fahreignungsregister in Flensburg (Punktestand)
- Weitere Versicherungen bei demselben Versicherer (so genannter „Kombi-Rabatt“)[6]
- Weitere Kraftfahrzeuge vorhanden?

Zwar ist der Versicherer bei Falschangaben des Versicherungsnehmers zu den vereinbarten „weichen Tarifmerkmalen“ nicht von der Leistungspflicht befreit, jedoch sind in der Regel Vertragsstrafen bis zur Höhe der korrekten Jahresprämie vorgesehen.
Bei gewerblichen Risiken spielt häufig der objektive Schadenverlauf eine größere Rolle. So werden hier häufiger keine „weichen Tarifmerkmale“ herangezogen. Bei großen Fahrzeugflotten erfolgt die Beitragsfestsetzung im Regelfall nur nach dem Schadenaufwand der vergangenen Jahre.
Ab etwa 2016 existieren bei einigen Versicherern „Telematik-Tarife“, bei denen das Verhalten des Fahrers technisch erfasst und in die Prämienberechnung einbezogen wird.

#### Deckungssumme
Die Deckungssumme bezeichnet die maximale Entschädigungsleistung aus der Kfz-Haftpflichtversicherung.
Aktuelle Deckungssummen in Deutschland sind:
- Die gesetzlichen Mindestdeckungssummen nach § 4 PflVG (siehe Anlage zu § 4 Abs. 2) betragen für Personenschäden 7,5 Millionen Euro, 1,3 Millionen Euro für Sachschäden und 50.000 Euro (Stand 17. April 2024) für die weder mittelbar noch unmittelbar mit einem Personen- oder Sachschaden zusammenhängenden reinen Vermögensschäden.[9]
- 50 oder 100 Millionen Euro Pauschal für Personen-, Sach- und reine Vermögensschäden, wobei die Entschädigungsleistung bei Personenschäden pro Person je nach Versicherer auf 8 bis 15 Millionen Euro limitiert ist.

Überschreitet die Schadenhöhe die Deckungssumme, so haftet der Schädiger, dem Grunde nach, selbst in der Höhe der Differenz.
Die Kfz-Haftpflichtversicherung ist rechtlich gegenüber dem Geschädigten im Rahmen der Deckungssumme immer zur Kostenübernahme verpflichtet. Der Versicherer kann sich auch nicht bei grober Fahrlässigkeit auf Leistungsfreiheit berufen, jedoch bei Trunkenheitsfahrten, unbefugter Benutzung oder Fahrerflucht bis zu 5000 Euro je Fall vom Fahrer regressieren. Bei Vorsatz ist der Versicherer leistungsfrei, das heißt, er muss keine Kosten übernehmen.

#### Vertragsbeendigung
Kfz-Haftpflichtversicherungsverträge sind üblicherweise Jahresverträge und verlängern sich, sofern keine der Vertragsparteien kündigt, stillschweigend von Jahr zu Jahr.
Der Versicherungsnehmer hat mehrere Möglichkeiten, die Versicherung zu kündigen. So kann der Versicherungsvertrag zum Beispiel innerhalb von 14 Tagen nach Zugang der Unterlagen ohne Angabe von Gründen widerrufen werden. Ansonsten wird zwischen ordentlicher Kündigung am Ende des Vertragsjahres, Kündigung im Schadensfall und Kündigung wegen Beitragserhöhung unterschieden.
Gründe zur Vertragsbeendigung:
- Ordentliche Kündigung (durch Versicherer/Versicherungsnehmer zum Ablauf)
- Wegfall des versicherten Risikos (Kfz wird verkauft)
- Stilllegung des Fahrzeuges (zuerst Ruheversicherung/nach 18 Monaten Beendigung)
- Außerordentliche Kündigung durch den Versicherer, beispielsweise infolge Nichtzahlung der Prämie oder bei arglistiger Täuschung seitens des Versicherungsnehmers
- Außerordentliche Kündigung durch den Versicherungsnehmer bei Beitragserhöhungen (durch den Versicherer oder durch Erhöhungen aufgrund Änderungen der Typ- und/oder Regionalklassen, sofern sich zusammengefasst eine Erhöhung ergibt). Die Versicherer sind verpflichtet, bei einer Beitragsanpassung einen Monat vor Wirksamkeit den Versicherungsnehmer über einen Beitragsvergleich alt/neu zu informieren. Wirksam wird die Kündigung zu dem Zeitpunkt, an dem auch die Beitragserhöhung wirksam wird. Die rechtlichen Grundlagen dafür finden sich im Versicherungsvertragsgesetz (§ 40 VVG „Kündigung bei Prämienerhöhung“).
- Außerordentliche Kündigung im Schadensfall: Hat der Versicherer nach dem Eintritt des Versicherungsfalles geleistet oder hat er seine Leistung zu Unrecht abgelehnt oder hat er dem Versicherungsnehmer die Weisung erteilt, es zum Rechtsstreit über den Anspruch des Dritten kommen zu lassen, können beide Seiten das Versicherungsverhältnis innerhalb eines Monats außerordentlich kündigen (§ 111 VVG).
- Will der Versicherer seine Versicherungsbedingungen zum Nachteil der Versicherungsnehmer verändern, muss er eine sogenannte Änderungskündigung aussprechen.

Kein Kündigungsrecht besteht, wenn der Versicherer aufgrund einer Änderung der gesetzlichen Bestimmungen den Beitrag erhöht (z. B. Erhöhung der Versicherungssteuer) oder bei Beitragserhöhungen durch eine Rückstufung im Schadenfall.

#### Nachhaftung
Die Nachhaftung tritt nach Beendigung des eigentlichen Kfz-Haftpflichtversicherungsvertrages ein. So sind – zumindest in Deutschland – alle Haftpflichtversicherer verpflichtet, im Falle einer Vertragsbeendigung bis zu einem Monat darüber hinaus im Umfang der gesetzlichen Mindestdeckungssumme zu haften, sofern der Geschädigte keine Leistung von einem anderen Schadensversicherer oder Sozialversicherungsträger erlangen kann. (§ 3 PflVG in Verbindung mit § 117 VVG).
Nach der Nachhaftungsfrist können Entschädigungsleistungen nur noch über die Verkehrsopferhilfe geltend gemacht werden. Diese reguliert nach §§ 12 ff. Pflichtversicherungsgesetz u. a. Schäden, die durch den Gebrauch eines nicht zu ermittelnden bzw. pflichtwidrig nicht versicherten Kraftfahrzeuges entstanden sind oder mit diesem vorsätzlich und rechtswidrig herbeigefügt werden. Sachschäden werden allerdings nur erstattet, wenn gleichzeitig ein erheblicher Personenschaden mit eingetreten ist.
Eine Ausfalldeckung, wie aus der Privat-Haftpflichtversicherung bekannt, gibt es für im Inland verursachte Schäden nicht.

#### Fahrten im Ausland
Grundsätzlich ist zu beachten, dass man im Ausland auch den geltenden Vorschriften bzgl. der Kfz-Versicherung unterliegt. Selbst innerhalb der EU gibt es noch Unterschiede hinsichtlich der Gesetzeslage. So unterscheiden sich beispielsweise die vorgeschriebenen Mindestdeckungssummen der Kfz-Versicherungen. Gerade im Falle der Benutzung eines Leihwagens im Ausland ist es daher empfehlenswert, eine spezielle Versicherung abzuschließen, die sogenannte Mallorca-Police. Ist nämlich die für das Mietfahrzeug vereinbarte Deckungssumme geringer als  die zur Begleichung eines Schadensfalls benötigte Summe, so haftet man dafür persönlich. Bei vielen in Deutschland abgeschlossenen Kfz-Versicherungen ist diese Police bereits enthalten.

### Namibia
In Namibia deckt eine Abgabe, die über den Treibstoffverkauf eingezogen wird, die gesetzliche Haftpflicht für Personenschäden, die durch Kraftfahrzeuge entstanden sind, ab. Es gibt keinerlei weitere gesetzliche Vorschriften zu einer Kfz-Haftpflichtversicherung, insbesondere nicht für Sachschäden. Für die Verwaltung des Fonds ist der staatliche Motor Vehicle Accident Fund zuständig.

### Österreich
Am 1. November 1908 trat das „Gesetz vom 9. August 1908 über die Haftung für Schäden aus dem Betriebe von Kraftfahrzeugen“ in Kraft, von dem gemäß § 5 nur Fahrzeuge ausgenommen waren, die eine Höchstgeschwindigkeit von 25 km/h nicht überschreiten konnten. Gemäß § 11 waren Berufskraftfahrer zugleich unfallversichert. Laut Verordnung des Ministers des Innern vom 23. Oktober 1908 begann ihr Versicherungsschutz am 1. November 1908. Für die Unfallversicherung wurden Gefahrenklassen eingeführt, die sich an der Motorleistung des Fahrzeugs orientierten.
Bei PKW und Motorrädern richtet sich die Höhe der Prämie nach der Motorleistung mit Bonus-Malus-System, bei LKW und Traktoren nach dem höchsten zulässigen Gesamtgewicht ohne Bonus-Malus, ebenso wie bei Anhängern. Außerdem gibt es noch für verschiedene Bevölkerungsgruppen verschiedene Rabattstufen, die von den Versicherern unterschiedlich gehandhabt werden. So gibt es einen Frauenrabatt oder einen Seniorenrabatt. Relativ neu ist für Führerscheinneulinge im Haftpflichtfall bei manchen Versicherern ein Selbstbehalt. Ist die Versicherung des Unfallgegners nicht bekannt, kann diese auch online im Internet anhand des Kennzeichens abgefragt werden.
Bei Unfällen mit ausländischen Fahrzeugen in Österreich benennt der Verband der Versicherungsunternehmen Österreichs eine inländische Partnerversicherung, die den Schaden nach österreichischem Recht abwickelt. Ebenso wird bei Unfällen mit nicht versicherten Fahrzeugen verfahren.
Generell gilt bei Kraftfahrzeugen und Anhängern die amtliche Kennzeichentafel als Nachweis einer aufrechten Fahrzeugversicherung.
Seit 1. Januar 2017 beträgt die Mindestversicherungssumme in der Haftpflichtversicherung 7,6 Millionen Euro.

### Spanien
Bis zum 1. Januar 2008 hatte Spanien im mitteleuropäischen Vergleich sehr geringe gesetzliche Mindestdeckungssummen von 349.550 EUR für Personenschäden pro Person und 99.871 EUR für Sachschäden pro Schadensfall. Deshalb wurde oft zum Abschluss sogenannter Mallorca-Policen geraten, die, bei privater Anmietung eines Vermietfahrzeuges, die Deckungssumme, je nach Versicherer, auf die vertragliche Deckungssumme oder die in Deutschland vorhandene gesetzliche Mindestdeckung anheben.

### Schweiz
In der Schweiz gilt als Mindestgrenze für Haftpflichtversicherungen für Kraftfahrzeuge mindestens 5 Millionen Franken (Mofas 2 Mio. Franken) gemäß Art. 3 Abs. 1 der Verkehrsversicherungsverordnung. Üblich sind allerdings Verträge mit einer Deckungssumme von 100 Millionen Franken.

## Schäden mit ausländischen Fahrzeugen
In den meisten Staaten ist eine Fahrzeughaftpflichtversicherung Voraussetzung für die Zulassung eines Kraftfahrzeugs im öffentlichen Straßenverkehr. Schwierig können sich dabei Unfälle mit Fahrzeugen aus anderen Ländern gestalten. So können sehr niedrige Deckungssummen gelten. Eine eventuell entstehende Differenz zu der in einem Land üblichen Schadenersatzleistung kann allenfalls zusätzlich versichert werden (In Deutschland durch den Auslandsschadenschutz).

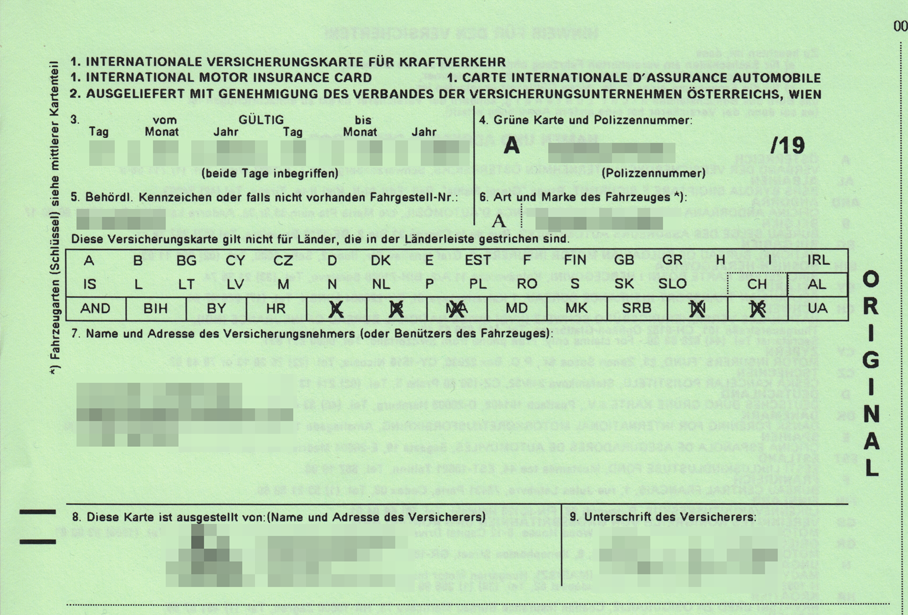
„Grüne Karte“ ausgegeben von einer österreichischen Versicherung

Bei Fahrten außerhalb des Landes, in dem das Fahrzeug immatrikuliert ist, benötigt man in Europa meist zum Nachweis einer gültigen Haftpflichtversicherung die grüne Versicherungskarte. Sie ist in vielen europäischen Staaten nicht mehr zwingend vorgeschrieben (innerhalb der EU gilt das sogenannte Kennzeichenabkommen). Das Mitführen der Internationalen Versicherungskarte für Kraftverkehr (auch: Grüne Karte genannt) kann bei einem Unfall die Schadenabwicklung jedoch wesentlich erleichtern. Diese sollte der Fahrer eines Fahrzeuges bei grenzüberschreitendem Verkehr zum Nachweis mitführen.
Ursprung ist die UNO-Empfehlung Nr. 5. Daraus resultieren die weiteren Abkommen. Zuständige Organisation ist das Council of Bureaux mit Sitz in London. Das ursprüngliche Grüne-Karte-System hatte 13 Staaten. Das Grüne Karte-System ist ein auf Europa und die Mittelmeeranrainer-Staaten begrenztes System. Gegenwärtig gehören dem System 46 Länder an, einschließlich vier außereuropäischer Länder.
Manche Versicherer kombinieren Haftpflichtversicherungen mit sog. Schutzbriefen, die Zusatzleistungen mitbringen, wie man sie von Automobilclubs kennt. Dazu zählen Pannenhilfe, Abschleppdienste, Übernachtung und Rücktransport. Ein Schutzbrief kann ebenso spezielle Auslandsangebote wie Ersatzteillieferungen beinhalten.
Waren früher die Dienste eines (ausländischen) Rechtsanwaltes zur Feststellung der Schadenersatzansprüche mit ausländischen Versicherungen notwendig, so werden seit 2003 diese Verhandlungen in der durch inländische Regulierungsstellen stark vereinfacht.

## Trivia
Kraftfahrzeughaftpflichtversicherung ist mit 36 Buchstaben ohne Berücksichtigung von Bindestrichen das längste Wort, das in den Duden aufgenommen wurde.